# Pina Cei
Pina Cei, nome d'arte di Giuseppina Casini (San Juan, 13 giugno 1904 – Roma, 1º febbraio 2000), è stata un'attrice italiana.

## Biografia
Figlia di un avvocato e di Luisa Cei, una delle regine del teatro dell'Ottocento da cui prese il cognome, e sorella maggiore di Dory Cei, anche lei attrice, nacque su una nave che riportava la madre in Italia dopo una tournée in America meridionale. Debuttò giovanissima nella compagnia di Raffaele Niccoli, col quale rimase per sette anni come prima attrice, avendo modo di lavorare accanto a grandi nomi come Ruggero Ruggeri, Emma Gramatica, Paola Borboni e Salvo Randone.
Negli anni del dopoguerra portò in scena alcuni spettacoli tratti da testi di Carlo Goldoni, come Trilogia della villeggiatura, o di Anton Čechov, come Il giardino dei ciliegi. Il suo vasto repertorio artistico andava da Ibsen a Gogol'. Nel 1956 ricevette il premio San Ginesio dall'omonimo comune come miglior attrice non protagonista. Successivamente passò nella compagnia di Giorgio Strehler, nella quale rimase fino al ritiro dalle scene, avvenuto nel 1993. Apparve per l'ultima volta in teatro nel 1992, anno in cui recitò la parte di Daisy nella commedia A spasso con Daisy, resa celebre dall'omonimo film con protagonista Jessica Tandy. Prese parte anche alla prima edizione de l'Orlando furioso diretta da Luca Ronconi al Festival di Spoleto (1969).

Carlo D'Angelo, Lya Curci, Pina Cei, Sergio Tofano, Anna Rosa Garatti e Angelo Calabrese negli studi di Radio Rai nel 1956

È stata molto attiva anche al cinema: ebbe parti di rilievo in numerose importanti pellicole. Esordì nel 1931, nella pellicola Villafranca, di Giovacchino Forzano, ma la sua attività si fece più intensa a partire dagli anni cinquanta. Si segnalano sue apparizioni in: I complessi (1965), con Alberto Sordi; Film d'amore e d'anarchia (1973), di Lina Wertmüller; Oci ciornie (1987), di Nikita Michalkov, fra le sue più belle partecipazioni. Nel 1994, a novant'anni, ebbe un cameo in OcchioPinocchio, di Francesco Nuti.
È morta nel 2000, all'età di 95 anni.

### Vita privata
Sposata con il tenore Bruno Torniai, ha avuto da questi nel 1931 una figlia, Anna Maria, divenuta anch'essa attrice teatrale e cinematografica. Da Leone de Grolee Virville, Capitano onorario della Contrada della Chiocciola, ha avuto la seconda figlia, Elena, nata a Bibbiena il 25 settembre 1942.

## Filmografia

### Cinema
- Villafranca, regia di Giovacchino Forzano (1934)
- L'avvocato difensore, regia di Gero Zambuto (1934)
- Maestro Landi, regia di Giovacchino Forzano (1935)
- La Gioconda, regia di Giacinto Solito (1953)
- Camping, regia di Franco Zeffirelli (1957)
- Via Belgarbo, regia di Vittorio Cottafavi (1957)
- I complessi, di registi vari, con Alberto Sordi (1965)
- Il marito è mio e l'ammazzo quando mi pare, regia di Pasquale Festa Campanile (1967)
- Correva l'anno di grazia 1870, regia di Alfredo Giannetti (1971)
- Film d'amore e d'anarchia - Ovvero "Stamattina alle 10 in via dei Fiori nella nota casa di tolleranza...", regia di Lina Wertmüller (1973)
- Nipoti miei diletti, regia di Franco Rossetti (1974)
- La padrona è servita, regia di Mario Lafranchi (1975)
- Cara sposa, regia di Pasquale Festa Campanile (1977)
- La traviata, regia di Franco Zeffirelli (1983)
- Scherzo del destino in agguato dietro l'angolo come un brigante da strada, regia di Lina Wertmüller (1983)
- Scandalosa Gilda, regia di Gabriele Lavia (1985)
- Oci ciornie, regia di Nikita Mikhalkov, con Marcello Mastroianni (1987)
- Un uomo di razza, regia di Bruno Rosia (1989)
- Tre colonne in cronaca, di Corrado Augias, regia di Carlo Vanzina (1990)
- Una questione privata, regia di Alberto Negrin (1991)
- Zitti e mosca, regia di Alessandro Benvenuti (1991)
- Anche i commercialisti hanno un'anima, regia di Maurizio Ponzi (1993)
- OcchioPinocchio, regia di Francesco Nuti (1995)

### Televisione
- Le colonne della società, regia di Mario Missiroli - Film TV (1972)
- Cinquant'anni d'amore, regia di Vito Molinari (1982) (miniserie TV)
- Silvia è sola, regia di Silvio Maestranzi (1988) (film TV)
- Morte di una strega, regia di Cinzia TH Torrini (1995) (miniserie TV)

## Teatro
- Trilogia della villeggiatura[4] di Carlo Goldoni, regia di Giorgio Strehler, prima al Piccolo Teatro di Milano il 23 aprile 1954.
- Il giardino dei ciliegi[5] di Anton Čechov, regia di Giorgio Strehler, Piccolo Teatro di Milano, 13 gennaio 1955.
- Qui comincia la sventura di Sergio Tofano, regia di Checco Rissone, Piccolo Teatro di Milano, 19 febbraio 1955.
- Processo a Gesù di Diego Fabbri, regia di Orazio Costa, Piccolo Teatro di Milano, 2 marzo 1955.
- La casa di Bernarda Alba di Federico García Lorca, regia di Giorgio Strehler, Piccolo Teatro di Milano, 21 aprile 1955.
- Tre quarti di luna[6] di Luigi Squarzina, regia di Giorgio Strehler, Piccolo Teatro di Milano, 24 maggio 1955.
- Ispezione, di Ugo Betti, regia di Paolo Giuranna, L’Aquila, Teatro Comunale, 3 gennaio 1967.
- Kasimir e Karoline di Odon Von Hovarth, regia di Franco Enriquez, Teatro Circo di Roma, 17 gennaio 1974.
- Divinas palabras di Ramon del Valle Inclan, regia di Franco Enriquez, Firenze, XXXVII Maggio Musicale Fiorentino, 28 maggio 1974.
- L'abominevole donna delle nevi di Juan Rodolfo Wilcock, regia di Franco Enriquez, Teatro Argentina di Roma, 7 marzo 1975.
- Il sipario ducale di Paolo Volponi, regia di Franco Enriquez, Teatro Pergolesi di Jesi, 27 marzo 1976.
- Sotto lo stesso tetto, di Ljudmila Razumovskaja, Spazio Uno di Roma, 10 novembre 1989.

## Prosa televisiva Rai
- Ventiquattr'ore felici, regia di Claudio Fino, trasmessa il 23 novembre 1956.
- Konck o il trionfo della medicina, regia di Sergio Tofano, trasmessa il 21 dicembre 1956.
- Un mese in campagna di Ivan Sergeevič Turgenev, regia di Mario Landi, trasmessa nel 1957.
- Il romanzo di un giovane povero, sceneggiato televisivo tratto dal romanzo omonimo di Octave Feuillet, e trasmesso in quattro puntate dal 27 aprile 1957.
- Il gabbiano di Cechov, 1957.
- La cucina degli angeli, regia di Alessandro Brissoni, trasmessa il 24 maggio 1957.
- I nostri sogni, regia di Gianfranco de Bosio, trasmessa il 14 aprile 1958.
- Umiliati e offesi di Fëdor Dostoevskij, regia di Vittorio Cottafavi, 1958.
- Paparino di Dino Falconi, regia di Giacomo Vaccari, 1959.
- Anna Christie di Eugene O'Neill, miniserie TV, regia di Sandro Bolchi, 1960.
- La pisana di Ippolito Nievo, miniserie TV, regia di Giacomo Vaccari, 1960.
- Sotto inchiesta, di MacGregor Urquhart e Cecil Madden, regia di Claudio Fino, trasmessa il 9 giugno 1961
- Acqua e chiacchiere di Alfredo Testoni, regia di Romolo Siena, trasmessa il 18 febbraio 1963.
- Senza dote, commedia di Nikolaievic Ostrovskij, regia di Edmo Fenoglio, trasmessa il 15 dicembre 1963
- La coscienza di Zeno di Italo Svevo, tre puntate trasmesse dal 16 al 30 marzo 1966.
- L'idiota di Dostojevskij, regia di Giacomo Vaccari, 1959.
- Al calar del sipario, 1965.
- Oblomov, miniserie TV, regia di Claudio Fino, 1966.
- Giocando a golf una mattina, regia di Daniele D'Anza, 1969.
- La giostra, di Massimo Dursi, regia di Sandro Bolchi, 1972
- ESP, regia di Daniele D'Anza, 1973.
- Romeo e Giulietta di William Shakespeare, regia di Orazio Costa, 1977.

## Prosa radiofonica Rai
- Valoria, commedia di Massimo Bontempelli, regia di Ruggero Jacobbi, trasmessa il 22 settembre 1963